# 夏威夷擬鮟鱇
夏威夷擬鮟鱇（学名：Lophiodes bruchius），為輻鰭魚綱鮟鱇目鮟鱇亞目鮟鱇科的其中一種，分布於中西太平洋的夏威夷群島海域，棲息深度274-384公尺，體長可達16.4公分，為深海底棲性魚類，屬肉食性，生活習性不明。

## 擴展閱讀
維基物種上的相關：夏威夷擬鮟鱇